# Guckkasten
Guckkasten（韓語：국카스텐）是韓國的搖滾樂團，有「弘大獨立樂團界BIGBANG」之稱，由主唱河鉉雨、吉他手全奎鎬、貝斯手金起範及鼓手李淨吉所組成。2003年以The.C.O.M.為名初次登台演出，在成員陸續入伍後解散，2007年以新團名Guckkasten重組出發；原活躍於地下音樂圈，在2012年因參演知名音樂節目《我是歌手第二季》而聲名大噪，開始走入大眾視線。2016年主唱河鉉雨參加蒙面歌王演出，以「我們社區音樂隊長」為名，連任九代、十八週歌王，成為家喻戶曉的名人，也讓樂隊的聲勢更上一層樓。
"Guckkasten"為德文"西洋鏡"的古語，意為“木質萬花筒”，靈感来自海牙的作品《藝術與火》。如同往萬花筒的木箱中窺視，可以看見展開的華麗圖案一般，期許透過音樂的傳遞，表現出迷幻聲音及意象，並製作具有個性且多變的音樂，因而選擇Guckkasten作為團名。

## 現任成員
| 姓名              | 血型 | 出生日期       | 樂團擔當   | 別名                                                    |
| 河鉉雨 （하현우） | A    | 1981年11月25日 | 主唱、吉他 | 그리부이（gribouill）（法语意思是粗糙潦草的涂鸦）、그쌤 |
| 全奎鎬 （전규호） | A    | 1979年10月8日  | 吉他       | 교（kyo）                                               |
| 金起範 （김기범） | AB   | 1985年3月22日  | 貝斯       | 기뱅（kibang）                                          |
| 李淨吉 （이정길） | A    | 1982年2月17日  | 鼓手       | 광길（光吉）                                            |

### 前成员
- 金镇益（김진억）
  - 出生日期：1983年1月
  - 担当：贝斯
  - 别名：犬儒（견유）（玩世不恭的人）
  - 活动时间：2007年8月－2008年1月

## Team GKST
雖然Guckkasten正式團員是河鉉雨、李淨吉、全奎鎬、金起範四人，但一起站在舞台演出的不僅四人，還有使歌曲更加豐富的音樂團隊，經紀人曾公開表示，所有共同演出者都是team GKST的一員。目前固定合作的成員包含：
- 李清熙（이청희)

1987年11月4日出生，負責吉他伴奏部份，暱稱沈清、青年及clean shine等等。
為了GKST吉他伴奏的面試，從公開發表過的曲目到未發表的歌曲，通通都練習過後才前往參加面試，且合格後2日，立刻上陣參與타애타演唱會演出。
過去組團時期，曾寫過一首自創曲，曲名是《그냥 네가 죽어버렸으면 좋겠어》（你就那樣死掉該有多好）。
2016年8月21日squall安可演唱會上，河鉉雨說過，李清熙就如同GKST的第五位成員。
- 金真實（김진실），和聲歌手。
- 金勛植（김훈식）
- AEV，鍵盤手。

## 歷史

### 2000年－2004年
2000年，念大学时就组过乐队的李淨吉在校园偶遇身穿重金属音乐T恤的河鉉雨，并询问对方是否也对音乐有兴趣。两人因此共同组建BAND社团开始活动，但是不久后就中止了。
2001年，河鉉雨、李淨吉、刘镇亚（Hammering乐队的贝斯手）于乐队组建期间在网站上发布招募吉他手的广告，全奎鎬就是因此入队。曾担任吉他手的刘镇亚转为贝斯手。他们一起组成了名叫“New Unbalance”的乐队。并且大学乐队社团一起活动认识的键盘手李仁京也一起加入了乐队。
2002年，New Unbalance活动中断，贝斯手刘镇亚退出乐队。
2003年，河鉉雨、全奎鎬和李淨吉将乐队更名The C.O.M。朴哲勇成为新贝斯手，乐队开始在LIVE CLUB，棒球场，JAMMERS等地演出，但又在同年9月因成员入伍服役问题解散。
2003年10月5日，被选为了SSAMZIES SOUNG FESTIVAL的隐藏高手。虽然乐队已经解散了，但是在庆典最后还是做了登台表演。
2004年河鉉雨、李淨吉服役，全奎鎬回到了故乡江原道。

### 2006年－2015年
2006年4月，河鉉雨服役结束和全奎鎬见面决定重组乐队。俩人当时在江原道全奎鎬父母经营的店里一起生活，7个月内写出了很多曲子。
2007年4月，李淨吉服役结束加入乐队，乐队名改为“GUCKKASTEN”。5月17日在LIVE CLUB第一次以“GUCKKASTEN”的身份进行演出，8月吉他手金镇益转为贝斯手加入。8月24日召开的SSAMZIES SOUNGFESTIVAL上以隐藏高手三轮预选为起点开始活动，9月29日被选为隐藏高手。
2008年，贝斯手金镇益在1月11日进行的“浪漫疾走12”进行最后的演出后退队，其他成员在3月离开了江原道的住的地方，搬到了首尔。从4月开始，进行了正式的录音，居住地也搬到了离工作室较近的落星台。6月召开的EBS 宇宙空间 成为6月新歌手，一次为契机贝斯手金起範入队，今天的GUCKKASTEN完成。12月，获得HELLOROOKIE OF THE YEAR歌手大奖。同月，与独立音乐社Ruby Record签约，12月30日首张单曲专辑〈GUCKKASTEN〉发行。
2009年2月4日首张正规专辑《GUCKKASTEN》发行。2010年召开的第七届韩国大众音乐赏上获得ROCK分类最优秀奖和年度人气奖两冠王。4月20日，2009年专辑《GUCKKASTEN》（Before Regular Album）的续作《GUCKKASTEN》发布，同年12月7日发布EP碟《Tagträume》。
2011年8月，从Ruby Record公司转到Yedang Entertainment公司。2012年，担任第十五届富川国际漫画庆典（BICOF2012）正式预告音乐表演。
2013年10月，由于对所属社YEDANG COMPANY（Yedang Entertainment）严重不公正待遇、合同金未支付、管理层单方面通报系统等根据，要求其承认专属合约效力不存在并支付2000万元的费用，提起诉讼并中断了活动。之后YEDANG COMPANY又以GUCKKASTEN违反合约提起了5亿元损失赔偿的反诉。
2014年7月首尔中央地方法院承认了GUCKKASTEN提出的YEDANG COMPANY专属合约效力不存在诉讼中“双方于2011年8月11日结成的转述合约效力不存在”一项和赔偿GUCKKASTEN的损失的内容，并驳回了YEDANG COMPANY的反诉。9月15日电子单曲<感染>发布后，10月24日与interparkINT签约。11月7日至8日召开了with徐镐云的制作方案讨论会，MV和第二张专辑歌曲选定后11月26日时隔五年的正规二辑发行。
2015年5月，Guckkasten進行了最初的單獨公演《Squall vol.1》。8月，參加了英國倫敦特拉法加廣場舉行的《London Korean Festival》。9月，和日本著名的樂隊9mm Parabellum Bullet、MO'SOME TONEBENDER一起參加了在livehouse Liquid Room的周年live。11月20日，Guckkasten官方網站guckkasten.kr上線。全新單曲《도둑 （小偷）》、《알레르기 （過敏）》上線。12月，舉辦了年末單獨演唱會《Happening》。

### 2016年
2016年1月1日起，推出自製電台節目SPAM RADIO，每週五在官網更新。
1月24日，主唱河鉉雨以「我們小區音樂隊長」稱號參加神秘音樂秀：蒙面歌王，並成為22代歌王。
4月10日，主唱河鉉雨打破以往歌王的紀錄，成為第一位達成六連勝（22至27代）的歌王。
6月5日，主唱河鉉雨以九連勝（22代至30代）的最高紀錄離開神秘音樂秀：蒙面歌王，結束了長達十八週的歌王紀錄。此紀錄至今依然是該節目的最高連勝紀錄。
6月11日至7月16日，Guckkasten於首爾、釜山、大邱、大田及光州舉行共六場《Squall 전국투어 2016（Squall全國巡迴2016）》全國巡迴演唱。
6月12日，於神秘音樂秀：蒙面歌王節目中，Guckkasten以全員特別出演的方式公開發表數位單曲《PULSE》。
8月10日，Guckkasten被委任為FIFA U-20世界杯韓國2017年全州地區宣傳大使。
8月21日，於蠶室室內體育場擧行《Squall》首爾安可場演唱會。
9月2日，於首爾永登浦區汝怡島KBS Hall舉行的第43屆韓國放送大賞頒獎典禮中，主唱河鉉雨得到了歌手獎。
10月22日至12月30日，Guckkasten於原州、仁川、高陽、天安、蔚山、議政府、光州、水原、大邱、大田、首爾及釜山舉行共十二場《HAPPENING 2016》全國巡迴演唱。
12月29日，於2016 MBC演藝大賞中，主唱河鉉雨得到特別賞。

### 2017年至今
2017年6月5日，Guckkasten於日本澀谷區代宮山UNIT舉行《Squall in Japan 2017》，是Guckkasten第一場日本單獨公演。
7月8日及9日，Guckkasten於首爾奧林匹克公園奧林匹克大廳舉行兩場《2017 Guckkasten squall 變新 》演唱會。
9月2日，Guckkasten在徐太志25周年《Time:Traveler》演唱會中擔任開場嘉賓。
11月15日，發行第二張EP，自2014年發行正規2輯Frame後，時隔三年的最新力作，主打歌為《異鄉人》。

## 音樂作品
正規專輯
| 專輯 | 專輯資料                                                       | 曲目 |
| 1st  | 《Guckkasten (Before Regular Album)》 - 發行日期：2009年2月4日 | 曲目 1. 비트리올(Vitriol) 2. 바이올렛 원드(紫法杖/Violet Wand) 3. 파우스트(浮士德/Faust) 4. 가비알(恆河鱷/Gavial) 5. 꼬리(尾巴) 6. 만드레이크(Mandrake) 7. 미로(迷宮) 8. 거울(鏡子/Mirror) 9. 라플레시아(大王花/Rafflesia) 10. 림보(凌波/Limbo) 11. 싱크홀(Sink hole) 12. 토들(蹣跚/Toddle) |

| 專輯 | 專輯資料                                 | 曲目 |
|      | 《Guckkasten》 - 發行日期：2010年4月20日 | 曲目 1. 거울(鏡子/Mirror) 2. Violet Wand(紫法杖/Violet Wand) 3. 미로(迷宮) 4. Faust(浮士德) 5. Rafflesia(大王花) 6. Vitriol 7. Gavial(恆河鱷) 8. Limbo(凌波) 9. Mandrake 10. Sink Hole 11. 꼬리(尾巴) 12. Toddle(蹣跚) 13. 꼬리 (聲版/Acoustic) (隱藏曲目/Hidden Track) |

| 專輯 | 專輯資料                             | 曲目 |
| 2st  | 《FRAME》 - 發行日期：2014年11月26日 | 曲目 1. 변신(變身) 2. 소문(傳聞) 3. 뱀(蛇) 4. 깃털(羽毛) 5. FRAME(框架) 6. 카눌라(車克羅納底) 7. 오이디푸스(伊底帕斯/俄狄浦斯) 8. Montage(蒙太奇) (Re-recorded ver) 9. 푸에고(火地島/Fuego) (Re-recorded ver) 10. 미늘(倒鉤) 11. 작은 인질(小人質) 12. 감염(感染) (Re-mastered ver) 13. 저글링(戲法) 14. 스크래치(刮痕) 15. LOST |

| 專輯 | 專輯資料                           | 曲目 |
|      | 《FRAME》 - 發行日期：2017年6月5日 | 曲目 1CD 1. 변신(變身) 2. 소문(傳聞) 3. 뱀(蛇) 4. 깃털(羽毛) 5. FRAME(框架) 6. 카눌라(車克羅納底) 7. 오이디푸스(伊底帕斯/俄狄浦斯) 8. Montage(蒙太奇) (Re-recorded ver) 9. 푸에고(火地島/Fuego) (Re-recorded ver) 10. 미늘(倒鉤) 11. 작은 인질(小人質) 12. 감염(感染) (Re-mastered ver) 13. 저글링(戲法) 14. 스크래치(刮痕) 15. LOST Bonus CD (日語ver.) 1. 鏡(鏡子) 2. 赤い畑（赤色大地/Red Field） 3. 赤い畑（赤色大地/Red Field）(Acoustic Ver.) |

數位單曲
- Montage（蒙太奇）（2012年6月18日）
- 감염（感染）（2014年9月15日）
- 도둑（小偷）、알레르기（過敏）（2015年11月20日）
- Pulse（2016年6月12日）
- 사냥（狩獵）（2019年10月30日）
- YOUR NAME （2019年11月29日）
- 태양처럼(像太陽一樣) (2020年6月13日)(河鉉雨)

EP
| 專輯 | 專輯資料                                | 曲目 |
|      | 《Tagträume》 - 發行日期：2010年12月7日 | 曲目 1. 붉은 밭（赤色大地/Red Field） 2. 매니큐어（指甲油/Manicure） 3. 붉은 밭（赤色大地/Red Field）（聲版Acoustic Ver.） 4. 매니큐어（指甲油/Manicure）（電子版Electronic Ver.） 5. Tagträume |

| 專輯 | 專輯資料                                | 曲目 |
|      | 《STRANGER》 - 發行日期：2017年11月15日 | 曲目 1. 이방인 2. 플레어(Flare) 3. 나침반 4. 이방인 Electronic Ver X 곰팡이 5. 카눌라(Canular) Piano Ver X AEV 6. 이방인 (Inst.) 7. 플레어(Flare) (Inst.) |

合作曲
- 허클베리핀（Huckleberry Finn）－ 밤이 걸어간다（夜行）（2010年9月7日）
- 들국화（野菊花）－ 사랑일 뿐이야（只是愛）（2011年5月26日）
- 세렝게티（Serengeti）－ 나는 도망한다（我要逃跑）（ 3輯 Colors Of Love）（2011年6月21日）
- Leessang － 격산타우（隔山打牛）（Leessang 7輯 AsuRa BalBalTa 收錄曲）（2011年8月29日）
- 주현미（周炫美）- 쓸쓸한 계절（沉悶的季節）（주현미 30th ANNIVERSARY ALBUM）（2014年8月27日）
- AEV － 사이（之間/關係）（AEV the piano man - Aev Diary Vol.10）（2015年3月13日）
- 河鉉雨 & 金妍兒 － 3456 （《민국 (民國, 100th Anniversary)》收錄曲）（2019年2月26日）
- 608 － 안개 (The Fog) （2019年6月21日）
- 河鉉雨－幻想 (착플리 프로젝트 VOL.3)（2020年5月11日）

OST
- 河鉉雨 － I can't stop loving you（ KBS《BLOOD》 OST Part.3）（2015年3月23日）
- 河鉉雨 － 무이이야（無以異也）（SBS《六龍飛天》 OST Part.4）（2015年12月8日）
- 河鉉雨 － Shy Boy  (설레이는 소년처럼；像害羞的少年一樣）（SBS 《藍色海洋的傳說》 OST Part.4）（2016年12月1日）
- 河鉉雨 － Darkness （新楓之谷 OST) (2018年6月16日）
- 河鉉雨 － Vagabond （SBS 《VAGABOND》 OST Part.8）（2019年11月9日）
- 河鉉雨 － diamond（돌덩이；石頭）（JTBC 《梨泰院Class》 OST Part.3）（2020年2月7日）
- 河鉉雨 － 침묵 (In This Silence) (tvN 《秘密森林2》 OST Part.2）（2020年8月29日）
- 河鉉雨 － 도베르만 (Doberman) (tvN 《軍檢察官多伯曼》 OST Part.1）（2022年3月8日）

主題曲
- Guckkasten X LoL － Challenge（2016 LCK Summer Theme Song Part.1）（2016年5月23日）
- Guckkasten － ULTIMATE（2016 LCK Summer Theme Song Part.2）（2016年8月18日）

廣告曲
- Guckkasten － 이지터치（Easy Touch）（KB Digital Compilation:Easy Sound 5th Track）（2020年4月22日）
- KB生命保險X河鉉雨 － Higher (全國民 克服歌)（2020年12月27日）

## 演唱會

### 2009
| 日期          | 城市 | 地點       |
| 2009年2月21日 | 首爾 | 弘大V HALL |

| 日期           | 城市 | 地點               |
| 2009年12月26日 | 首爾 | 九老美術館藝術劇場 |

### 2011
| 日期          | 城市 | 地點                     |
| 2011年1月22日 | 首爾 | 弘大ROLLINGHALL          |
| 2011年1月23日 | 仁川 | 富平藝術中心Dalnury 劇場 |
| 2011年4月16日 | 釜山 | Club Interplay           |
| 2011年4月17日 | 大邱 | DEBECHALL                |

| 日期         | 城市 | 地點          |
| 2011年7月9日 | 首爾 | AX HALL KOREA |

| 日期                 | 城市 | 地點          |
| 2011年12月10日－11日 | 首爾 | AX HALL KOREA |

### 2012
| 日期                 | 城市 | 地點               |
| 2012年12月30日－31日 | 首爾 | 首爾蠶室學生體育館 |

### 2014
| 日期                 | 城市 | 地點                    |
| 2014年12月30日－31日 | 首爾 | BLUE SQUARE三星CARDHALL |

### 2015
| 日期         | 城市 | 地點               |
| 2015年5月1日 | 首爾 | 合井洞樂天藝術中心 |

| 日期           | 城市 | 地點                          |
| 2015年12月19日 | 首爾 | Blue Square Samsung Card Hall |

### 2016
| 日期          | 城市 | 地點                          |
| 2016年2月27日 | 首爾 | 樂天信用卡ART CENTER ART HALL |

| 日期         | 城市 | 地點             |
| 2016年3月3日 | 東京 | 惠比壽LIQUIDROOM |

| 日期              | 城市 | 地點                                           |
| 2016年6月11、12日 | 首爾 | Blue Square Samsung Card Hall                  |
| 2016年6月18日     | 釜山 | KBS電視台音樂廳（KBS hall）                    |
| 2016年6月25日     | 光州 | 金大中會議中心（Kimdaejung convention center） |
| 2016年7月2日      | 大邱 | 大邱EXCO（convention hall）                    |
| 2016年7月16日     | 大田 | 忠南大學鄭沈華大廳                             |
| 2016年8月21日     | 首爾 | 蠶室室內體育館                                 |

| 日期           | 城市   | 地點             |
| 2016年10月22日 | 原州   | Tattoo公演場     |
| 2016年11月5日  | 仁川   | 三山世界體育場   |
| 2016年11月12日 | 高陽   | 高陽室內體育館   |
| 2016年11月26日 | 天安   | 柳寬順體育館     |
| 2016年11月27日 | 蔚山   | 東川體育館       |
| 2016年12月3日  | 議政府 | 議政府室內體育館 |
| 2016年12月10日 | 光州   | 念珠綜合體育館   |
| 2016年12月11日 | 水原   | 室內體育館       |
| 2016年12月17日 | 大邱   | EXCO 1樓         |
| 2016年12月23日 | 大田   | 貿易展示館       |
| 2016年12月25日 | 首爾   | 蠶室室內體育館   |
| 2016年12月30日 | 釜山   | 社稷室內體育館   |

### 2017
| 日期          | 城市 | 地點                    |
| 2017年3月19日 | 首爾 | BLUE SQUARE三星CARDHALL |

| 日期         | 城市     | 地點       |
| 2017年6月5日 | 日本澀谷 | 代宮山UNIT |

| 日期            | 城市 | 地點                     |
| 2017年7月8、9日 | 首爾 | 奧林匹克公園奧林匹克大廳 |

| 日期               | 城市 | 地點                        |
| 2017年11月25日     | 釜山 | KBS電視台音樂廳（KBS hall） |
| 2017年12月9日      | 大邱 | 室內體育館                  |
| 2017年12月17日     | 大田 | 大田會議中心(DCC)           |
| 2017年12月24、25日 | 首爾 | 蠶室室內體育館              |

### 2018
| 日期         | 城市 | 地點                     |
| 2018年4月7日 | 首爾 | Blue Square IMarket Hall |

### 2019
| 日期                 | 城市 | 地點     |
| 2019年12月24日、25日 | 首爾 | KBS hall |

## 影視作品

### 我是歌手2
| 節目                   | 節目       | 節目                     | 節目                                                     |
| ---------------------- | ---------- | ------------------------ | -------------------------------------------------------- |
| 日期                   | 電視台     | 名稱                     | 備註                                                     |
| 2011年1月7日           | KBS        | 柳熙烈的寫生簿           | EP80                                                     |
| 2012年6月3日－12月30日 | MBC        | 我是歌手Ⅱ                |                                                          |
| 2012年7月15日          | MBC        | Section TV 演藝通訊      | EP633                                                    |
| 2013年9月18日          | MBC        | 我是歌手 Special Best 10 |                                                          |
| 2014年10月3日          | KBS        | 柳熙烈的寫生簿           | EP244                                                    |
| 2015年4月17日          | MBC        | 我是歌手III              | 河鉉雨 歌王總決賽助唱                                    |
| 2015年9月12日          | MBC        | 我是歌手傳奇特輯         |                                                          |
| 2016年1月24日－6月5日  | MBC        | 神秘音樂秀：蒙面歌王     | EP43－EP62 河鉉雨出演（第22-30代歌王：我們社區音樂隊長） |
| 2016年6月12日          | MBC        | 神秘音樂秀：蒙面歌王     | EP63特別開場 Guckkasten全員                              |
| 2016年6月19日          | MBC        | Section TV 演藝通訊      | EP832                                                    |
| 2016年6月22日          | MBC        | 黃金漁場 Radio Star      | 蒙面歌王特輯 我們社區音樂隊長 河鉉雨出演                 |
| 2016年7月8日           | KBS        | 柳熙烈的寫生簿           | EP327                                                    |
| 2016年7月23、30日      | MBC        | My Little Television     | EP63、EP64                                               |
| 2016年8月7、14日       | MBC        | 神秘音樂秀：蒙面歌王     | EP71、EP72 河鉉雨評審                                    |
| 2016年8月21日          | KBS        | 開放音樂會               |                                                          |
| 2016年12月1日          | KBS        | Happy together           | E476 河鉉雨、李淨吉                                      |
| 2016年12月19日         | JTBC       | Bucket Like It           | 河鉉雨、金起範                                           |
| 2017年4月2日           | MBC        | 神秘音樂秀：蒙面歌王     | E106 河鉉雨 蒙面歌王兩週年特輯 採訪                      |
| 2017年7月14日-11月16日 | tvN        | 奇怪的歌手               | 河鉉雨出演固定評審                                       |
| 2018年7月12日          | tvN        | 人生酒館                 | 河鉉雨、尹度玹、李洪基、韶宥出演                         |
| 2018年7月15日-9月23日  | tvN        | 通往伊薩卡之路           | 河鉉雨出演固定成員                                       |
| 2018年8月25日          | JTBC       | 認識的哥哥               | E142 河鉉雨、尹度玹出演                                  |
| 2018年9月4日           | MBC every1 | Video Star               | 周炫美、河鉉雨、Tei、羅允權出演                          |
| 2018年11月2日          | KBS        | 柳熙烈的寫生簿           | EP417 河鉉雨出演                                         |
| 2018年12月3、10日      | JTBC       | 拜託了冰箱               | EP206、EP207 河鉉雨、尹度玹出演                          |
| 2019年10月26日         | MBC        | 玩什麼好呢               | EP14 河鉉雨參與制作申海澈未發表曲〈STARMAN〉             |
| 2019年12月15日         | MBC        | 神秘音樂秀：蒙面歌王     | EP233 河鉉雨評審                                         |
| 2019年12月14日         | KBS        | 柳熙烈的寫生簿           | EP471 Guckkasten全員                                     |
| 2020年5月8日           | KBS        | 柳熙烈的寫生簿           | EP490 河鉉雨出演                                         |
| 2020年9月4日           | KBS        | 柳熙烈的寫生簿           | EP507 河鉉雨出演                                         |

| 나는 가수다 II | 나는 가수다 II         | 나는 가수다 II                              | 나는 가수다 II    |
| -------------- | ---------------------- | ------------------------------------------- | ----------------- |
| 放送日期       | 名稱                   | 曲目                                        | 備註              |
| 2012年6月3日   | “A組”競賽              | 〈한 잔의 추억〉一杯回憶 (李張希)           | 上位圈 (一位)     |
| 2012年6月10日  | “B組”競賽 : 特別演出   | 〈거울〉 鏡子 (Guckkasten)                  |                   |
| 2012年6月24日  | ‘6月歌手’              | 〈가장 무도회〉 化妝舞會 (金元萱)           | 一位後補          |
| 2012年7月1日   | “A組”競賽              | The Saddest Thing (Melanie Safka)           | 一位後補          |
| 2012年7月22日  | ‘7月歌手’              | 〈어서 말을 해〉 快點說 (向日葵)            | 一位後補          |
| 2012年8月5日   | “A組”競賽              | 〈달팽이〉 蝸牛 (PANIC)                     | 下位圈            |
| 2012年8月26日  | “告別”歌手戰           | 〈행진〉行進 (野菊花)                       | 第二位            |
| 2012年9月16日  | “B組”競賽              | 〈촛불〉燭光 (趙容弼)                       | 一位後補          |
| 2012年9月30日  | ‘9月歌手’              | 〈잊혀진 계절〉被遺忘的季節(李榮)           | 上位圈            |
| 2012年10月7日  | “A組”競賽              | 〈나 혼자〉 Alone (SISTAR)                  | 上位圈 (一位)     |
| 2012年10月28日 | ‘10月歌手’             | 〈누구 없소〉有人嗎 (韓英愛)                | 一位 (晉級年末賽) |
| 2012年11月18日 | ‘歌王戰 開幕式’        | 〈매니큐어〉指甲油 (Guckkasten)             | 四位              |
| 2012年11月25日 | ‘7強賽’                | 〈모나리자〉蒙娜麗莎 (趙容弼)               | 一位              |
| 2012年12月2日  | ‘6強賽’                | Honey (朴軫永)                              | 五位              |
| 2012年12月9日  | ‘5強賽’                | 〈넋두리〉牢騷 (金賢石)                     | 二位              |
| 2012年12月16日 | ‘4強賽’第一輪 : 二重奏 | 〈어른 아이〉大人小孩 (Gummy) (feat 李恩美) | (一位)            |
|                | ‘4強賽’第二輪 : 自選曲 | 〈희야〉熙啊 (Boohwal)                      | 下位圈(淘汰)      |
| 2012年12月30日 | ‘準決賽’: 特別出演     | 〈해야〉太陽 (Magma)                        |                   |
|                | ‘準決賽’: 安可曲       | 〈꼬리〉尾巴 (Guckkasten)                   | (無放送)          |

### 神秘音樂秀：蒙面歌王
| 미스터리 음악쇼 복면가왕 | 미스터리 음악쇼 복면가왕 | 미스터리 음악쇼 복면가왕 | 미스터리 음악쇼 복면가왕  | 미스터리 음악쇼 복면가왕 | 미스터리 음악쇼 복면가왕 | 미스터리 음악쇼 복면가왕 |                |
| 放送日期                 | 屆數及集數               | 回合                     | 選曲（原唱）              | 對手                     | 結果                     | 獲得票數 （總票數：99）  | 備註           |
| ------------------------ | ------------------------ | ------------------------ | ------------------------- | ------------------------ | ------------------------ | ------------------------ | -------------- |
| 2016年1月24日            | 第22屆 EP43              | 首回合 （合唱）          | 星期六美好的晚上 (金鐘贊) | 朴智宇                   | 獲勝                     | 79                       |                |
| 2016年1月30日            | 第22屆 EP44              | 次回合                   | 淡水鰻魚的夢 (申海澈)     | 安世河                   | 獲勝                     | 62                       |                |
| 2016年1月30日            | 第22屆 EP44              | 第三回合                 | Lazenca, Save Us (N.EX.T) | Jun. K(2PM)              | 獲勝                     | 91                       | 歷屆最高得票數 |
| 2016年1月30日            | 第22屆 EP44              | 王座爭奪戰               | 採用第一至三輪歌曲        | 車智妍                   | 獲勝                     | 77                       |                |
| 2016年2月7日-2月14日     | 第23屆 EP45-EP46         | 王座保衛戰               | 你不要擔心 (全仁權)       | Tei                      | 獲勝                     | 61                       | 二連勝         |
| 2016年2月21日-2月28日    | 第24屆 EP47-EP48         | 王座保衛戰               | FANTASTIC BABY (BIGBANG)  | 哈妮(EXID)               | 獲勝                     | 80                       | 三連勝         |
| 2016年3月6日-3月13日     | 第25屆 EP49-EP50         | 王座保衛戰               | Don't Cry (The Cross)     | 孝琳(Sistar)             | 獲勝                     | 67                       | 四連勝         |
| 2016年3月20日-3月27日    | 第26屆 EP51-EP52         | 王座保衛戰               | 春雨 (朴仁樹)             | 金保亨(SPICA)            | 獲勝                     | 75                       | 五連勝         |
| 2016年4月3日-4月10日     | 第27屆 EP53-EP54         | 王座保衛戰               | 何如歌 (徐太志和孩子們)   | 韓東根                   | 獲勝                     | 78                       | 六連勝         |
| 2016年4月17日-4月24日    | 第28屆 EP55-EP56         | 王座保衛戰               | 日常的招待 (申海澈)       | 金明勳                   | 獲勝                     | 53                       | 七連勝         |
| 2016年5月1日-5月8日      | 第29屆 EP57-EP58         | 王座保衛戰               | 每天每天都期待 (TΔS)      | Yangpa                   | 獲勝                     | 66                       | 八連勝         |
| 2016年5月15日-5月22日    | 第30屆 EP59-EP60         | 王座保衛戰               | 百萬束玫瑰 (沈守峰)       | 金慶皓                   | 獲勝                     | 56                       | 九連勝         |
| 2016年5月29日-6月5日     | 第31屆 EP61-EP62         | 王座保衛戰               | 長久的戀人們 (015B)       | The One                  | 失敗                     | 33                       |                |

### 前往伊薩卡之路
| 이타카로 가는 길 | 이타카로 가는 길                   | 이타카로 가는 길               | 이타카로 가는 길 |
| ---------------- | ---------------------------------- | ------------------------------ | ---------------- |
| 旅行演唱日       | 歌曲名(原唱歌手)                   | 出演者                         |                  |
|                  | 玩曖昧(臉紅的思春期)               | 尹道賢、河鉉雨                 |                  |
|                  | Energetic(Wanna One)               | 尹道賢、河鉉雨                 |                  |
| 第一天           | 送你離開(YB)                       | 尹道賢、河鉉雨                 |                  |
| 第二天           | 赤色大地(GUCKKASTEN)               | 尹道賢、河鉉雨、李洪基         |                  |
| 第三天           | 致她的戀人(K2)                     | 尹道賢、河鉉雨、李洪基         |                  |
| 第四天           | 氣球(五隻手指)                     | 尹道賢、河鉉雨、李洪基         |                  |
| 第五天           | 宛如鳥兒(卞真燮、FTISLAND)         | 尹道賢、河鉉雨、李洪基         |                  |
| 第六天           | 男人是船。女人是港口(沈守峰)       | 尹道賢、河鉉雨、李洪基、金俊賢 |                  |
| 第七天           | 櫻花結局(Busker Busker)            | 尹道賢、河鉉雨、李洪基、金俊賢 |                  |
| 第八天           | 我之於你，你之於我(自行車上的風景) | 尹道賢、河鉉雨、李洪基、金俊賢 |                  |
| 第九天           | DNA(BTS防彈少年團)                 | 尹道賢、河鉉雨、李洪基、金俊賢 |                  |
| 第十天           | 薄荷糖(YB)                         | 尹道賢、河鉉雨                 |                  |
| 第十一天         | 我愛你(韓東俊)                     | 尹道賢、河鉉雨                 |                  |
| 第十二天         | troublemaker(泫雅、張賢勝)         | 河鉉雨、韶宥                   |                  |
| 第十三天         | 呼喊我(Maya)                       | 河鉉雨、韶宥                   |                  |
| 第十四天         | 抱抱我(鄭俊日)                     | 尹道賢、韶宥                   |                  |
| 第十五天         | 雨聲(尹道賢)                       | 尹道賢、河鉉雨、韶宥           |                  |
| 第十六天         | I Miss You (韶宥)                  | 尹道賢、河鉉雨、韶宥           |                  |

### 电影
- 반드시 크게 들을 것（请大声听，2009年）－GUCKKASTEN

### 短篇電影
- 나쁘지 않아（Not 2 bad, 2010年）－河鉉雨（2010年堤川國際音樂電影節音樂短片邀請賽　短篇電影）

### CM
- 2013 热情 MBC : MBC会带着热情和观众们在一起篇(2013年)

### MC
- 문화콘서트 난장，Live Music Performance Nanjang（2011年－2012年，MBC）第4代MC河鉉雨
- 꿈꾸는U（2010年－2011年, EP132－EP167, OBS）副MC 河鉉雨

### 電台
| 自製節目 | 自製節目                    | 自製節目      | 自製節目                     |
| -------- | --------------------------- | ------------- | ---------------------------- |
| 期數     | 名稱                        | 放送日期      | 參與成員                     |
| 01       | Guckkasten 電台 001回       | 2016年1月1日  | 河鉉雨、金起範               |
| 02       | Guckkasten 電台 002回       | 2016年1月8日  | 河鉉雨、金起範               |
| 03       | Guckkasten 電台 003回       | 2016年1月15日 | 河鉉雨、金起範               |
| 04       | Guckkasten Spam Radio 004回 | 2016年1月22日 | 李淨吉、金起範               |
| 05       | Guckkasten Spam Radio 005回 | 2016年1月29日 | 河鉉雨、金起範               |
| 06       | Guckkasten Spam Radio 006回 | 2016年2月5日  | 河鉉雨、具正謨經紀人         |
| 07       | Guckkasten Spam Radio 007回 | 2016年2月19日 | 全奎鎬、金起範               |
| 08       | Guckkasten Spam Radio 008回 | 2016年2月26日 | 河鉉雨、具正謨經紀人         |
| 09       | Guckkasten Spam Radio 009回 | 2016年3月11日 | 全體成員、公演觀眾           |
| 10       | Guckkasten Spam Radio 010回 | 2016年3月18日 | 河鉉雨、金起範               |
| 11       | Guckkasten Spam Radio 011回 | 2016年3月25日 | 李淨吉、具正謨經紀人、金真實 |
| 12       | Guckkasten Spam Radio 012回 | 2016年4月1日  | 河鉉雨、金起範、李清熙       |
| 13       | Guckkasten Spam Radio 013回 | 2017年3月17日 | 全體成員                     |

## 其他相關

### 電子書
- 萬花筒中的GUCKKASTEN（2011年12月6日，viabook）

### 遊戲
- Guckkasten SHAKE（2012年1月19日，开发商：dooub）－dooub开发的音乐体验程序，IPHONE专用的节奏游戏。

## 獲獎经历
- 2009年 日本MUSIC DAY 2 009 首次邀请韩国乐队
- 2009年 大韩民族大众文化祭选出的本年度专辑第三名，本年度新人第二名
- 2009年 选为NAVER今天的MUSIC
- 2009年 BUGS频道独立部门第一名
- 2008年 被选为SSAMZIESOUND FESTIVAL武林高手
- 2008年 EBS宇宙空间6月新歌手
- 2007年 被选为SSAMZIESOUND FESTIVAL隐藏高手
- 2003年 现在GUCKKASTEN的前身 The C.O.M,被选为SSAMZIE SOUND FESTIVAL隐藏高手

## 大型獎項
| 年份 | 獎項 |
| ---- | --- |
| 2008 | - 獨立音樂慶典HELLO ROOKIE OF THE YEAR 歌手大獎 |
| 2010 | - 第七屆韓國大眾音樂賞－年度新人奖 - 第七屆韓國大眾音樂賞－最佳摇滚歌曲 《鏡子》                                                                       |
| 2012 | - MBC 放送演藝大賞－歌手部門人氣獎 |
| 2016 | - 第四十三屆韓國放送大賞歌手獎－Guckkasten 河鉉雨 - 第八屆Melon Music Award（MMA）搖滾獎－河鉉雨（Guckkasten）《Don't Cry》 - MBC 放送演藝大賞－特別獎 |